# Brama Brodnicka
Brama Brodnicka, zwana także Kurzętnicką – zachowana brama miejska Nowego Miasta Lubawskiego z XIV wieku.

## Historia

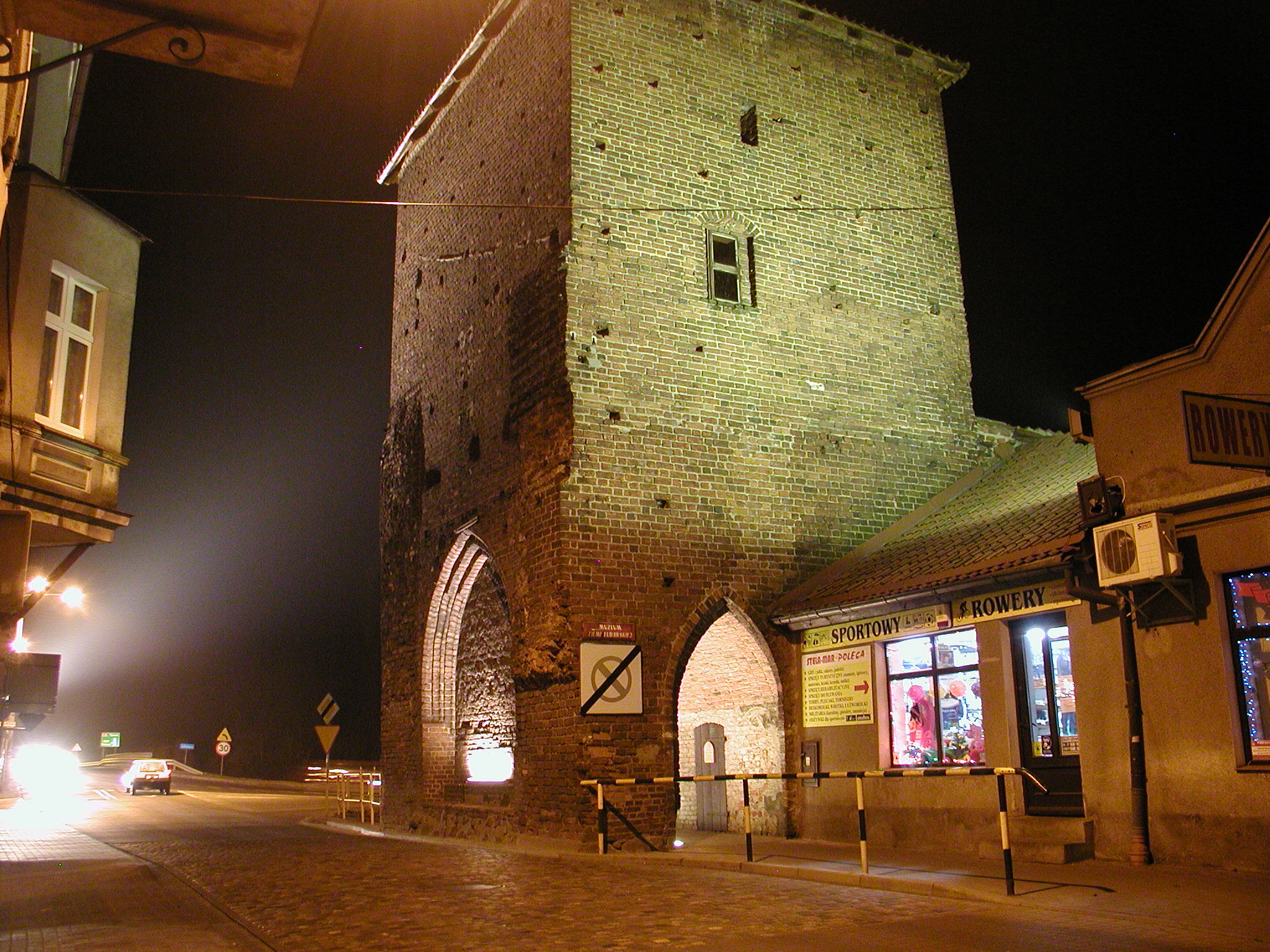

Wybudowana w XIV wieku Brama Brodnicka usytuowana jest przy ul. 19 Stycznia 17a. Przed wiekami była główną bramą wjazdową do miasta (jedną z trzech istniejących, obok Lubawskiej, zwanej też Łąkorską i nieistniejącej obecnie Bratiańskiej). Ma charakter masywnej wieży, wzniesionej z czerwonej cegły, na planie kwadratu, o czterospadowym dachu, krytym dachówką. Przejście dla pieszych zostało przebite w bramie dopiero w latach 20. XX wieku. Przez Bramę Brodnicką prowadził kiedyś wyjazd z miasta na teren dawnego zamku i dalej w kierunku południowym do mostu na Drwęcy.
W XIX wieku w bramie siedzibę swoją miało archiwum miejskie, a od 1959 roku mieści się tu Muzeum Ziemi Lubawskiej.
Obiekt obecnie zamknięty dla zwiedzających. 